# Fiesta del Fuego
La Fiesta del Fuego es una tradicional fiesta que se realiza anualmente en la ciudad de Santiago de Cuba entre el 3 y 9 de julio. Culmina con la quema del Diablo, una imagen que se coloca en el medio de la plaza. La primera edición se realizó en 1981.
Esta tradicional fiesta se dedica cada año a un país de América Latina. El país invitado es el representante con mayor presencia en el festival. Este festival es un evento de integración.

## Países a los que ha estado dedicado
- Martinica
- Venezuela
- México
- Colombia
- Puerto Rico
- Brazil
- Argentina
- Belice[4]